# پنج‌گانه سامری
پنج کتاب سامری (‮ࠕࠦ‎‬ࠅࠓࠡࠄ) متنی از تورات است که به خط سامری (الفبای سامری) نوشته شده و به عنوان کتاب دینی توسط سامری‌ها استفاده می‌شده‌است.